# Pete Sans

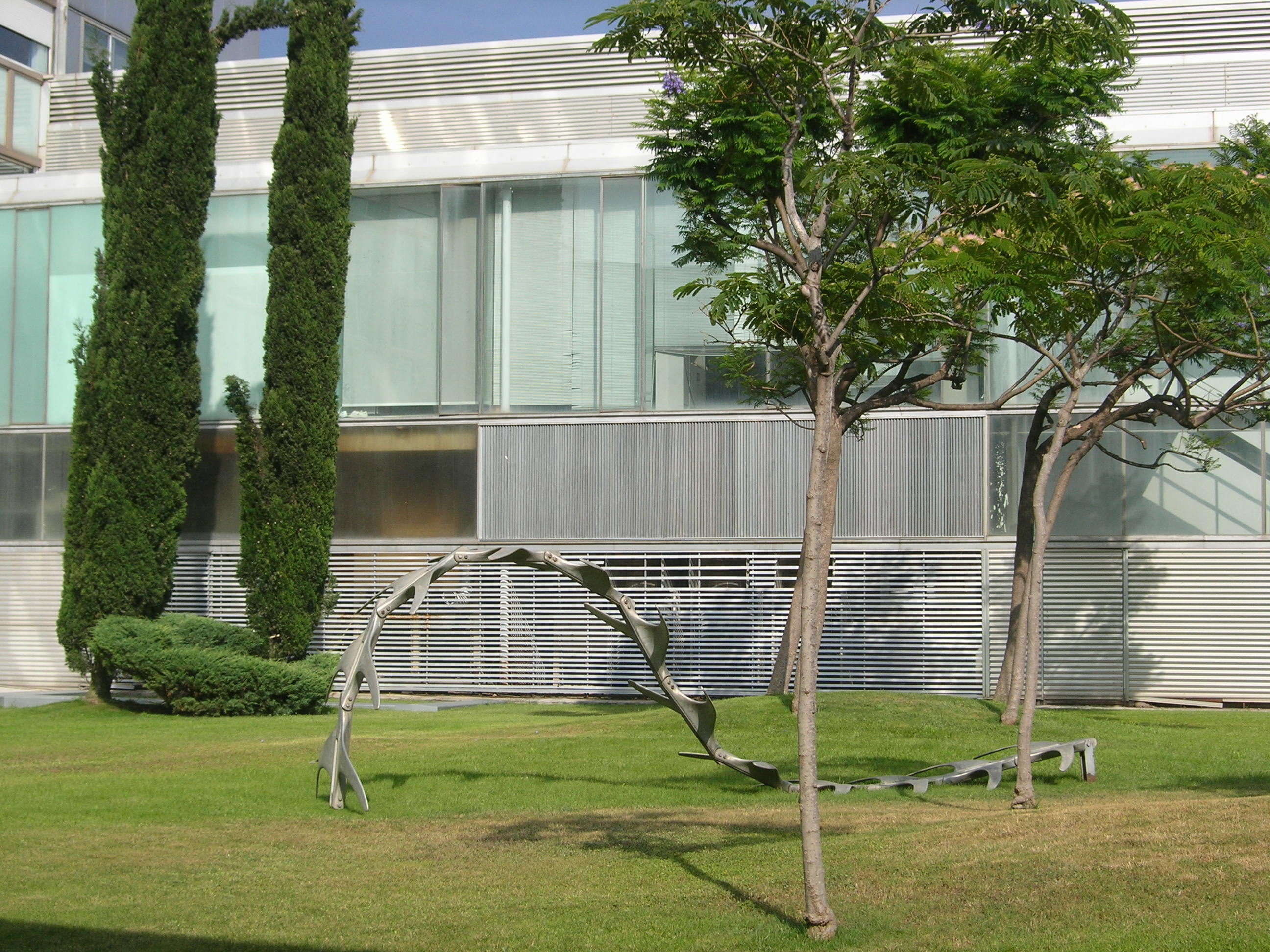
Espina del mar, Hospital del Mar, Barcelona

Jaime Sans (Barcelona, 1947), conocido profesionalmente como Pete Sans, se define como escultor industrial y dibujante de muebles. Diseñador de formación autodidacta, hijo del pintor, diseñador e interiorista Jaume Sans, Pete se educa en el seno de una familia estrechamente vinculada al ambiente intelectual y artístico de la ciudad.
Las primeras incursiones en el campo de las artes las realiza trabajando con el arquitecto Josep Prats Marsó. Posteriormente, intenta perfeccionar su formación en la escuela Hochschule für Gestaltung de Ulm, no llegando a finalizar los estudios.
En 1971, ya de vuelta a Barcelona, abre un estudio de diseño gráfico y dirige la Galería y Escuela Nikon de fotografía. Además, edita la revista de arte y fotografía Papel Especial,  publicación reconocida por su calidad gráfica, conceptos y contenido. La productora Snark Design se interesa por sus prototipos en 1979, momento a partir del cual Pete Sans se dedica plenamente al diseño de mobiliario e iluminación, otorgando a sus creaciones un estilo original y vanguardista.
Pete Sans ha trabajado para algunas de las productoras de diseño más importantes, como Santa & Cole, Ediciones de Diseño, Palluco (empresa italiana), Metalarte, etcétera, aunque especialmente importante ha sido su relación con el Taller Uno para la creación de lámparas.
Sus piezas han recibido varios premios nacionales e internacionales, destacando la butaca Coqueta (1987, Premio Delta de Oro ADI FAD 1988) o la lámpara Lamparaprima (1979, Oscar de Iluminación, 1983, Feria Moving, París). Estas dos piezas, junto con la mesa Aleta, la bandeja Blonda I y la mesa Sistema Elemental, forman parte de la colección del Museo del Diseño de Barcelona, donde también se conservan sus fondos documentales.